# Pillekooken

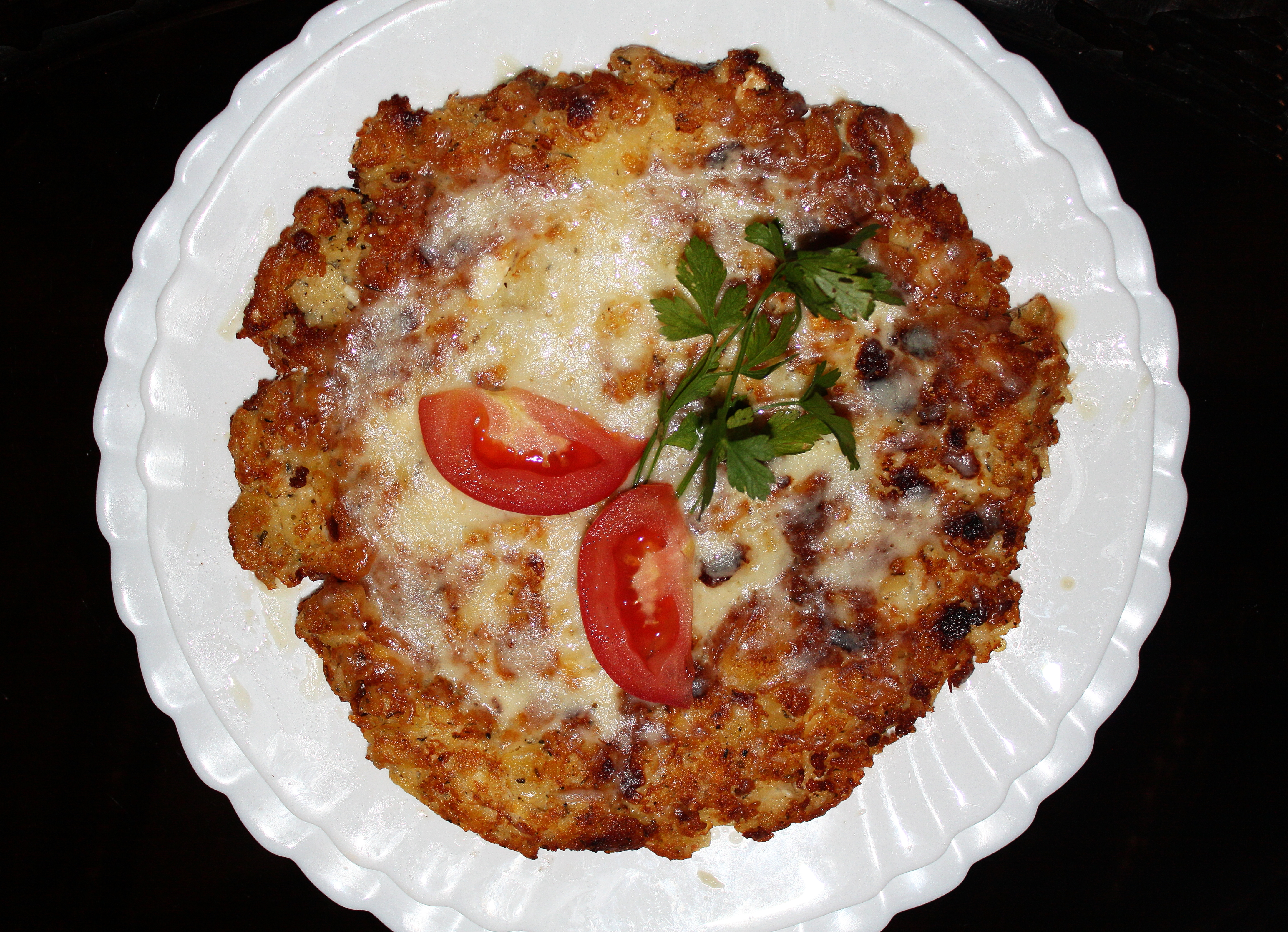
Geserveerde pillekooken

Pillekooken, ook Pillekuchen, Leinewebers Pfannkuchen of Schnibbelskuchen genoemd, een soort aardappelpannenkoek, behoort tot de culinaire specialiteiten van het Bergse Land. Pillekooken onderscheiden zich van andere aardappelpannenkoeken door de grote diameter.

## Toebereiding
Aardappels worden in dunne plakjes gesneden, in een braadpan met zout, peper en nootmuskaat op smaak gebracht en in vet gaar gebakken. Er kunnen ook spekblokjes en uien voorgebraden en meegebakken worden. Dan wordt een pannenkoekenbeslag van meel, eieren en wat water of melk door de aardappels geschept en alles aan beide zijden krokant gebakken.
Een andere methode is het raspen van aardappels met een groffe rasp (zoals Rösti) en dat in een schaal met eieren, zout en wat meel te binden. Dit deeg wordt dan in handgrote bollen gedraaid en in vet uitgebakken.
Pillekooken wordt vaak met kropsla, andijviesla of veldsla opgediend.